# Sint-Benedictuskerk (Lillo)

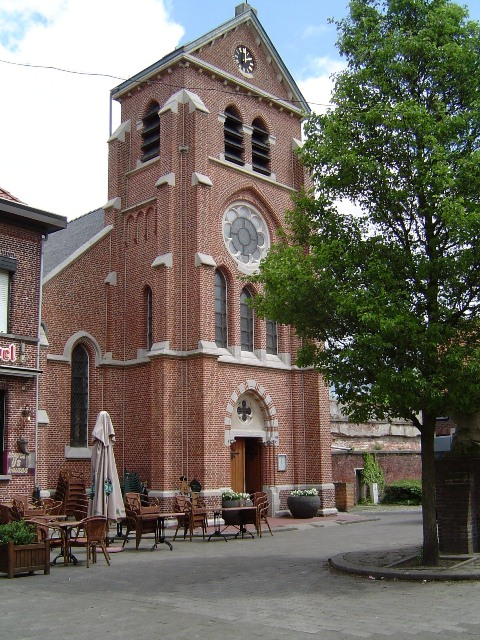
Sint-Benedictuskerk

De Sint-Benedictuskerk is een kerk in de tot de gemeente Antwerpen behorende plaats Lillo, gelegen aan Havenmarkt 8.

## Geschiedenis
Deze kerk, gelegen in Fort Lillo, was oorspronkelijk een protestantse garnizoenskerk. Het eigenlijke dorp bezat nog een andere kerk in Oud-Lillo. Na 1785 werd het een katholieke kerk die aan Sint-Jozef was gewijd. Van 1830-1839 diende hij als opslagplaats voor levensmiddelen. Daarna werd hij hersteld en weer als kerk in gebruik genomen, maar in 1882 werd hij getroffen door brand. In 1883 werd een nieuwe kerk gebouwd naar ontwerp van Louis Gife. In 1965 werd deze kerk een parochiekerk, omdat de kerk te Lillo-Kruisweg, evenals de dorpen Oud-Lillo en Lillo-Kruisweg zelf, ten offer vielen aan de havenuitbreiding. Toen werd de fortkerk van naam veranderd en aan Sint-Benedictus gewijd. De Sint-Benedictusparochie werd in 2017 opgeheven en bij de Sint-Jan Baptistkerk in Berendrecht gevoegd. De kerk werd "aan de eredienst onttrokken" in 2018.

## Gebouw
Het betreft een naar het noordoosten georiënteerd, neogotisch bakstenen bouwwerk met zware halfingebouwde zuidwesttoren en een vlak afgesloten koor. Ook het kerkmeubilair is neogotisch.